# Galina Bistrova
Galina Petrovna Bistrova (rusko Галина Петровна Быстрова), ruska atletinja, * 8. februar 1934, Nahčivan, Sovjetska zveza, † 11. oktober 1999, Volgograd, Rusija.
Nastopila je na poletnih olimpijskih igrah v letih 1956, 1960 in 1964, ko je osvojila bronasto medaljo v peteroboju, leta 1956 je bila četrta v teku na 80 m z ovirami, leta 1960 pa peta. Na evropskih prvenstvih je osvojila dva naslova prvakinje v peteroboju in enega v teku na 80 m z ovirami. 8. septembra 1958 je izenačila svetovni rekord v teku na 80 m z ovirami, ki je veljal do leta 1960.